# Wilhelm Aarland
Johann Carl Wilhelm Aarland (geboren am 16. Februar 1822 in Leipzig gestorben 1906 ebenda) war ein deutscher Zeichner, Holzstecher (Xylograph) und Inhaber xylographischer Anstalten in Leipzig und Kassel.

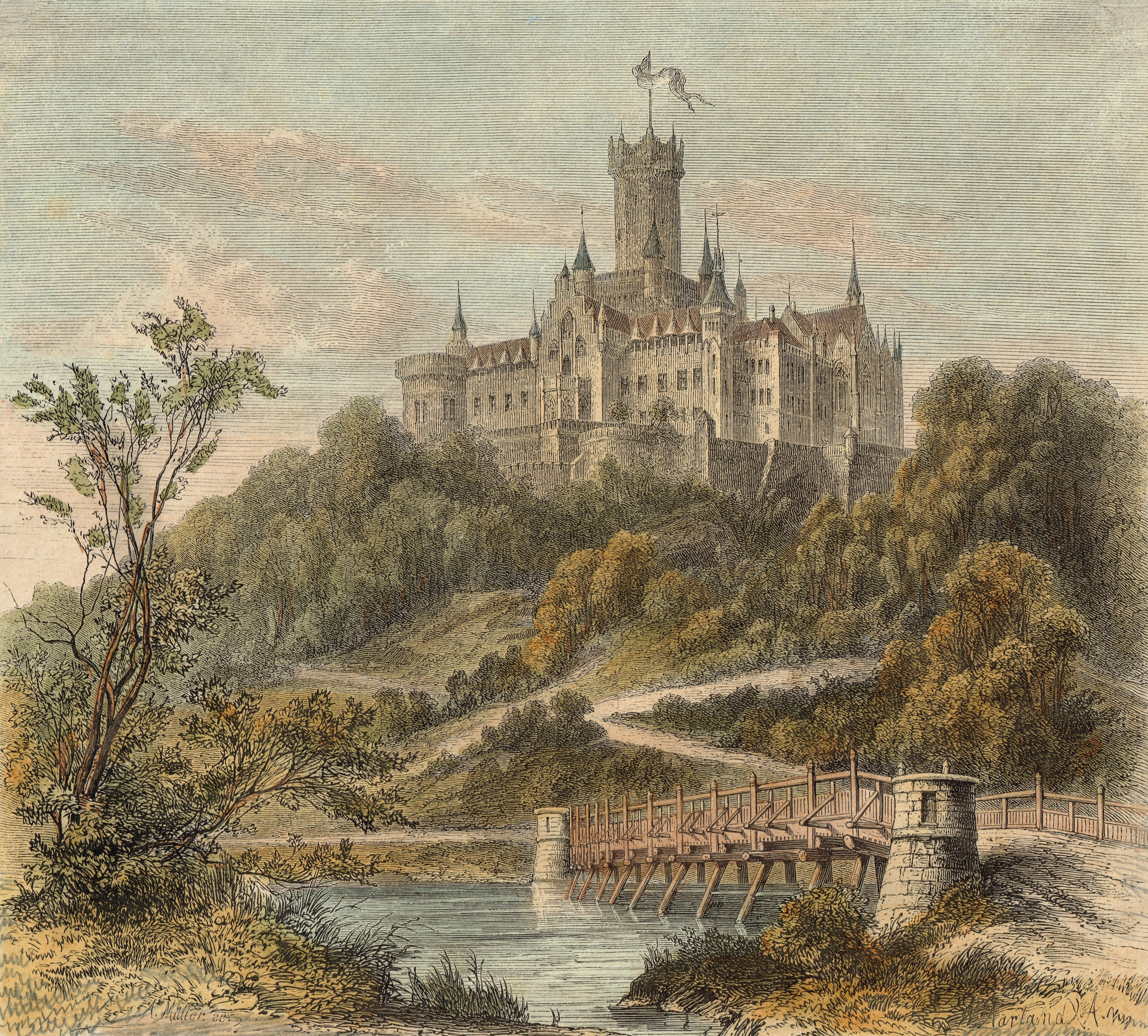
Schloss Marienburg mit der Marienbergbrücke bei Nordstemmen;
altkolorierter Holzschnitt aus Die Gartenlaube. 1867

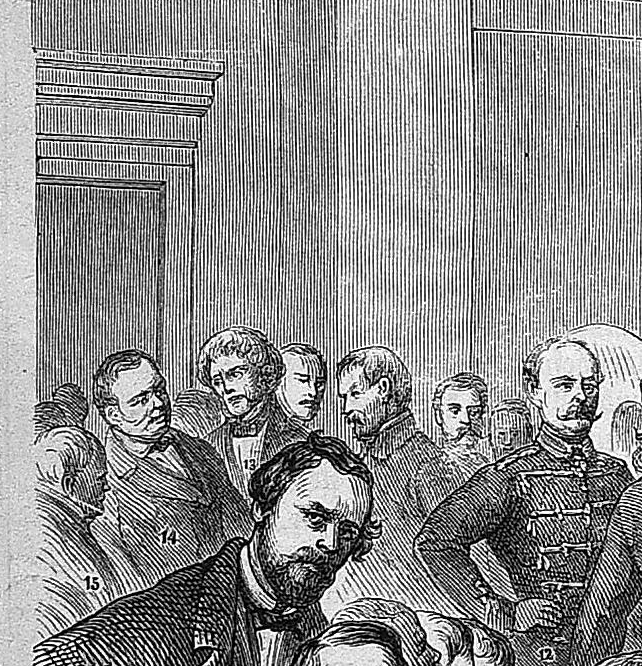
Persönlichkeiten auf dem Reichstag des Norddeutschen Bundes 1867 in Berlin (Ausschnitt), darunter Prinz Friedrich Karl von Preußen

## Leben
Wilhelm Aarland durchlief eine Ausbildung zum Zeichner, bevor er für seine Weiterbildung zum Holzstecher in Leipzig „vermutlich Schüler von Friedrich Schlitte“ war.
Er heiratete Emma, geborene Dreßler. Aus der Ehe ging der Chemiker und Hochschullehrer Georg Aarland her vor.
Aarland war zunächst in seiner Heimatstadt Leipzig tätig, wo er eigene Werke nach Vorlagen verschiedener Meister schuf. Später war er Inhaber der Xylographischen Anstalt W. Aarland X. I. in Kassel, mittels der er insbesondere Illustrationen für die Zeitschrift Die Gartenlaube produzierte, zeitlebens in allen Jahrgängen. Er stach 1855 neun Holzstiche nach Julius Schnorr von Carolsfelds Zeichnungen für dessen „Bilderbibel“.
In den Jahrzehnten zwischen 1860 und 1880 erarbeitete Aarland unter anderem zahlreiche Holzschnitte mit Ansichten aus Nürnberg, darunter seinerzeit typische Bäuerinnen und Bauern des Nürnberger Marktes sowie ein Porträt des Hans Sachs.
Daneben produzierte Aarland auch zoologische und botanische Illustrationen mit wissenschaftlichem Anspruch, so für Alfred Brehm oder Emil Adolf Roßmäßlers Werk Der Wald. Den Freunden und Pflegern des Waldes geschildert.

Darstellung von Glaube, Liebe und Hoffnung, vor 1905
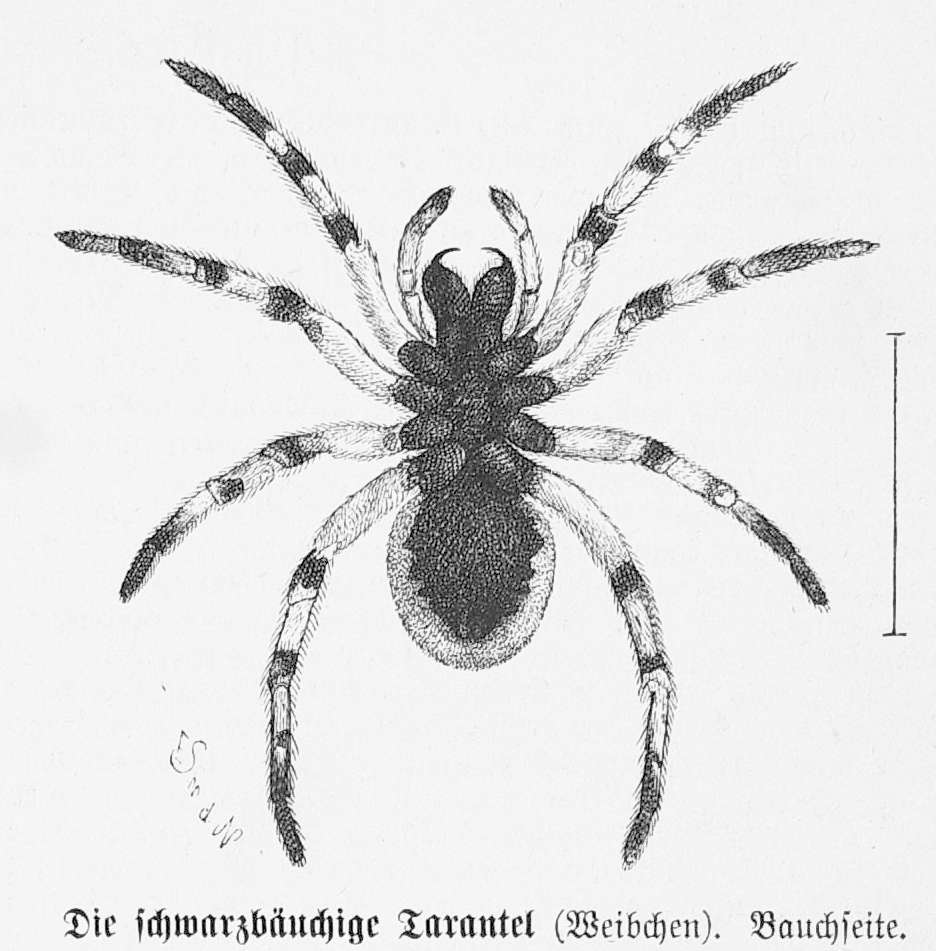
„Die schwarzbäuchige Tarantel“
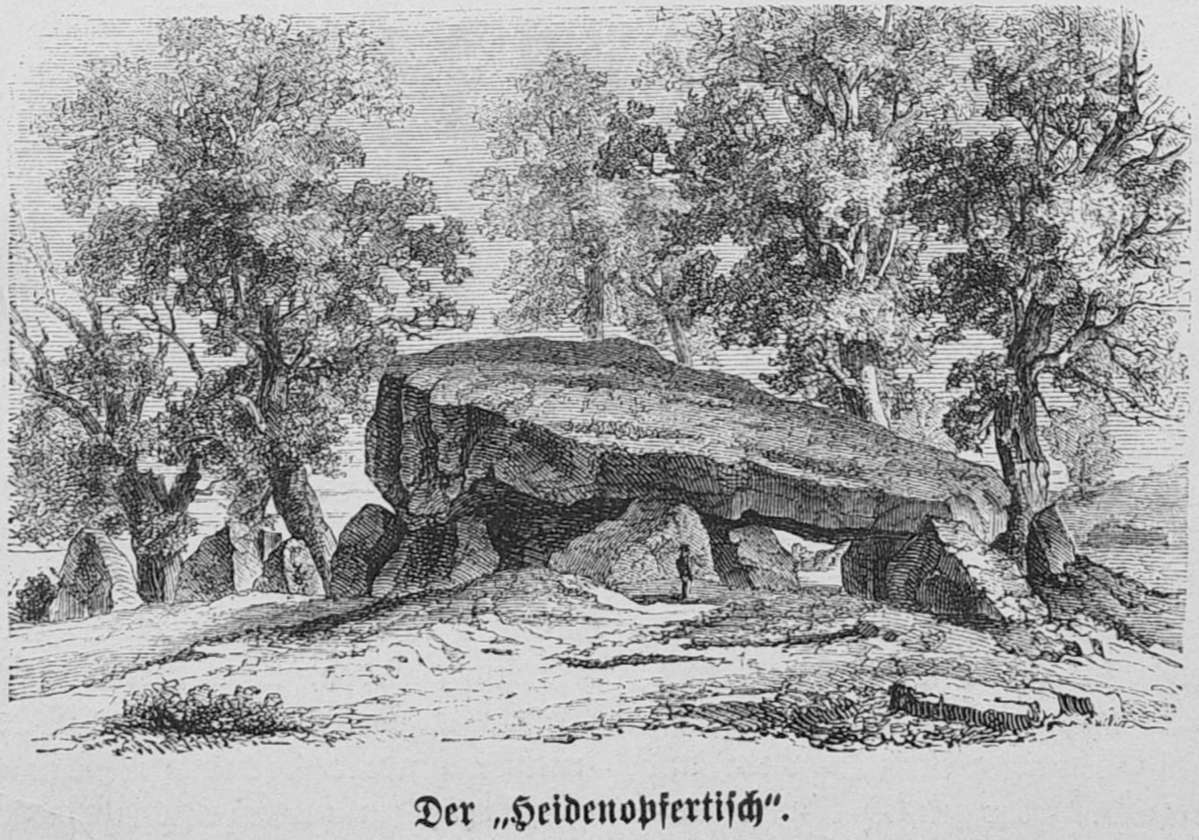
„Der Heidenopfertisch“ im Oldenburger Land

Auch für belletristische Werke wie für E. Marlitts Goldelse oder lyrische Werke lieferte Aarland Holzschnitte.
Im Jahr 1884 gründete Aarland gemeinsam mit seinem Sohn Georg das Leipziger Unternehmen Wilh. Aarland & Sohn, deren Holzstiche er als einer der ersten Aussteller 1888 bei der Eröffnung des neuen Deutschen Buchhändlerhauses vorstellte.
In die in Leipzig im Januar 1887 von dem Holzschneider August Müller gegründete Xylographische Anstalt trat Wilhelm Aarland im Jahr 1898 oder 1899 als Teilhaber ein. Das Unternehmen firmierte dann als Aarland & Müller, wurde aber bereits nach kurzer Zeit wieder verkauft an den Nachfolger Otto Pesch.
Neben der Signatur W. Aarland oder Wilhelm Aarland verwendete der Künstler auch X. A. v. W. A. bzw. X. A. v. W. Aarland, was eine Abkürzung von Xylographisches Atelier von Wilhelm Aarland ist.